# Korfbal op de Wereldspelen
Korfbal is een sport die onderdeel uitmaakt van de Wereldspelen. Onderstaand volgt een lijst van medaillewinnaars op dit evenement.
Tussen 1985 en 2013 was het resultaat acht keer op rij een finale waarin Nederland van België won; in 2017 zorgde het Taiwanees korfbalteam voor een grote verrassing door de halve finale van België te winnen en na een verloren finale het zilver te pakken.

## Overzicht Toernooien
| Editie            | Kampioen  | Tweede         | Derde            |
| ----------------- | --------- | -------------- | ---------------- |
| 1985 - Londen     | Nederland | België         | Verenigde Staten |
| 1989 - Karlsruhe  | Nederland | België         | Duitsland        |
| 1993 - Den Haag   | Nederland | België         | Duitsland        |
| 1997 - Lahti      | Nederland | België         | Chinees Taipei   |
| 2001 - Akita      | Nederland | België         | Chinees Taipei   |
| 2005 - Duisburg   | Nederland | België         | Tsjechië         |
| 2009 - Kaohsiung  | Nederland | België         | Chinees Taipei   |
| 2013 - Cali       | Nederland | België         | Chinees Taipei   |
| 2017 - Wroclaw    | Nederland | Chinees Taipei | België           |
| 2022 - Birmingham | Nederland | België         | Chinees Taipei   |
| 2025 - Chengdu    | Nederland | België         | Chinees Taipei   |
| 2029 - Karlsruhe  |           |                |                  |

## Medaillespiegel
| Plaats | Land             | Goud | Zilver | Brons | Totaal |
| 1      | Nederland        | 11   | 0      | 0     | 11     |
| 2      | België           | 0    | 10     | 1     | 11     |
| 3      | Chinees Taipei   | 0    | 1      | 6     | 7      |
| 4      | Duitsland        | 0    | 0      | 2     | 2      |
| 5      | Tsjechië         | 0    | 0      | 1     | 1      |
| 5      | Verenigde Staten | 0    | 0      | 1     | 1      |
| Totaal | Totaal           | 11   | 11     | 11    | 33     |

## Meervoudige medaillewinaars[2]
De Onderstaande tabel geeft de succesvolste deelnemers aan het korfbal weer. De Nederlander Leon Simons is de succesvolste deelnemer met vier gewonnen finales. Daarna volgen de Nederlanders Laurens Leeuwenhoek en Suzanne Struik die allebei drie finales hebben gewonnen. De Taiwanner Chun-hsien Wu heeft vier medailles gewonnen en daarmee de meeste zonder goud.
| #                      | Korfballer            | Jaren                  | Medailles                      |
| ---------------------- | --------------------- | ---------------------- | ------------------------------ |
| 1                      | Leon Simons           | 1997, 2001, 2005, 2009 | Goud · Goud · Goud · Goud      |
| 2                      | Laurens Leeuwenhoek   | 2013, 2017, 2022       | Goud · Goud · Goud             |
| 2                      | Suzanne Struik        | 2009, 2013, 2017       | Goud · Goud · Goud             |
| 3                      | André Kuipers         | 2005, 2009             | Goud · Goud                    |
| 3                      | Barry Schep           | 2005, 2013             | Goud · Goud                    |
| 3                      | Bram van der Zee      | 1985, 1989             | Goud · Goud                    |
| 3                      | Bregtje van Drongelen | 2005, 2009             | Goud · Goud                    |
| 3                      | Celeste Split         | 2013, 2017             | Goud · Goud                    |
| 3                      | Daniël Hulzebosch     | 1997, 2001             | Goud · Goud                    |
| 3                      | Daniela Riet          | 1997, 2001             | Goud · Goud                    |
| Drie medailles of meer |                       |                        |                                |
|                        | Chun-hsien Wu         | 2009, 2013, 2017, 2022 | Brons · Brons · Zilver · Brons |
|                        | Sonja Roels           | 1989, 1993, 1997       | Zilver · Zilver · Zilver       |
|                        | Chun-Hsien Wu         | 2009, 2013, 2017       | Brons · Brons · Zilver         |
|                        | David Peeters         | 2009, 2013, 2017       | Zilver · Zilver · Brons        |
|                        | Julie Cluwè           | 2013, 2017, 2022       | Zilver · Brons · Zilver        |